# Gunterstein

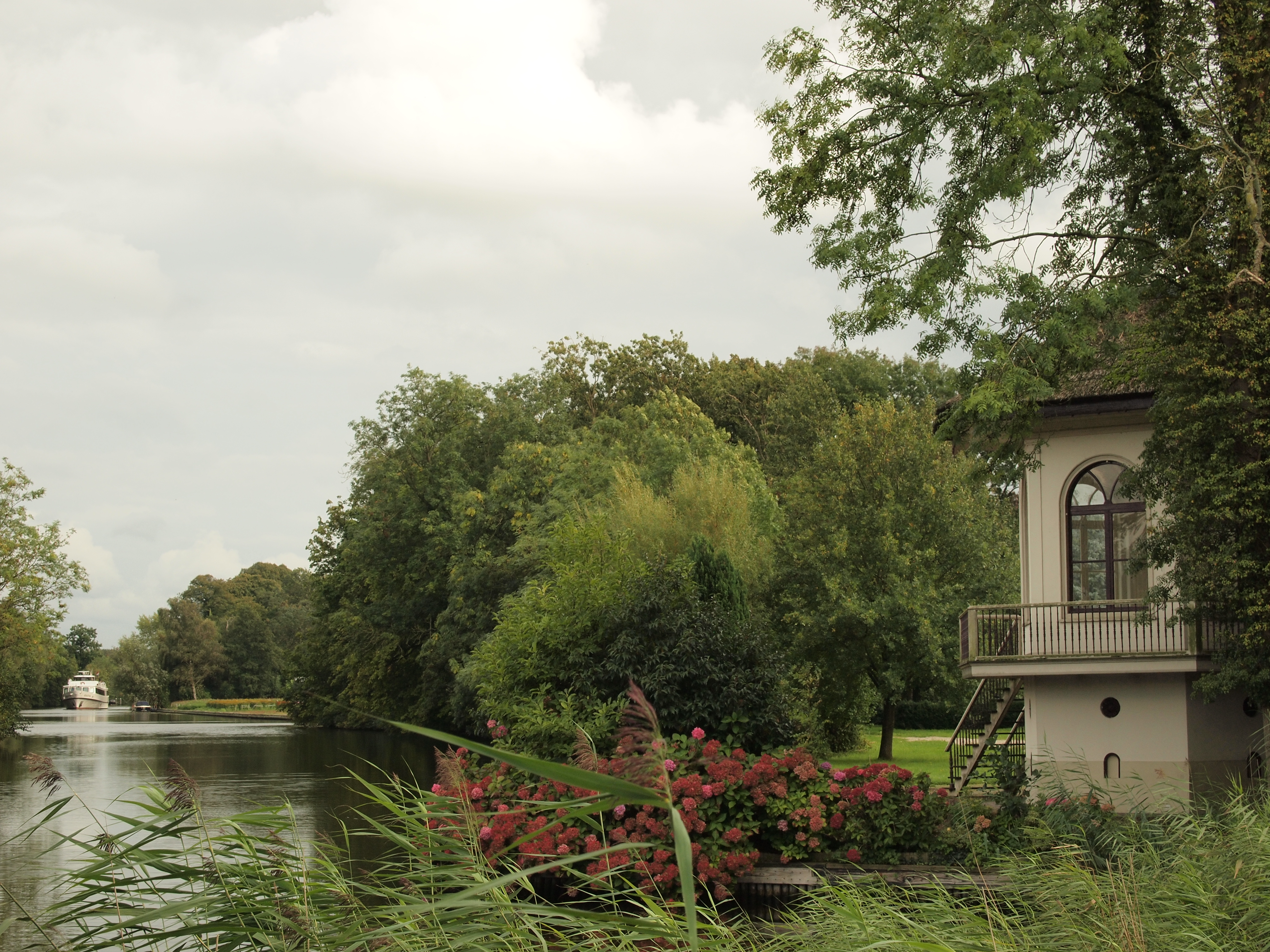
Theekoepel op de andere oever, oorspronkelijk bij Gunterstein behorend.

Gunterstein is een kasteel, complex, historische buitenplaats en landgoed gelegen aan de oostzijde van de Utrechtse Vecht in Breukelen, gemeente Stichtse Vecht in de provincie Utrecht.

## Geschiedenis

### Het eerste Gunterstein
Het oorspronkelijke kasteel werd rond 1300 gebouwd door Ghisebrecht Gunter, bijgenaamd Grote Ghise. Hij was gehuwd met Joffr. Hillegond van Rijn, afkomstig van Vroonhoeve De Poel in Breukelen. Vermoedelijk heeft zij het land ingebracht waarop het huis gebouwd is. Grote Ghise werd rond 1340 opgevolgd door zijn zoon Ghisebrecht Gunter jr. Deze droeg het kasteel, tot dan vrij bezit, rond 1343 op aan de Graaf van Holland en ontving het terug in leen; om die reden werd hij in 1344 uit de Raad van Utrecht gezet. Hij sneuvelde met zijn zoon Ghisebrecht voor Gent tijdens een veldtocht in Vlaanderen in 1381. Zijn dochter Petronella (Joncfr. Nelle Ghisebrecht die Gunters dochter) volgde hem op, bevestigd in een leenbrief van 5 mei 1386. Aan het geslacht Gunter herinnert naast de naam, het wapen van deze familie: Drie gouden leliën op een veld van keel, dat voorkomt op de naar de Vecht gekeerde achtergevel van het huidige huis. Vermoedelijk is het in de late middeleeuwen bekende Utrechtse geslacht Van Lichtenbergh aan het geslacht Gunter ontsproten, aangezien deze familie hetzelfde wapen voerde, uitgebreid met een balk. Hoe het Petronella vergaan is, is onbekend, noch hoe Gunterstein is overgegaan naar haar opvolger Splinter van Loenersloot, circa 1396. De naam Gunterstein wordt voor het eerst gebruikt na de periode van de Gunters in een brief van Willem van Beieren en Henegouwen, graaf van Holland, aan de bisschop van Utrecht van 20 november 1399. Gunterstein is dan zeven morgen groot, circa 6 hectare.
In een acte van 16 september 1415 geeft Willem VI graaf van Holland, Gunterstein als vrij, eigen huis aan Elsabee van Loenersloot, vrouwe van Ysendoorn en dochter van Splinter. Kort daarna verkoopt zij het huis aan Hugo de Bloot, die het op 8 januari 1417 weer opdraagt aan en het terug in leen ontvangt van gravin Jacoba van Beieren. Hugo vlucht als Hoeks edelman in 1425 naar Delft of het buitenland en transporteert Gunterstein in 1437 aan zijn kleindochter Ermgard van Valckendaal, dochter van Isabella de Bloot en Peter van Valckendaal (leenbrief d.d. 23 december 1437).
Na het overlijden van Ermgard ontvangt haar zoon Daniël van Everdingen Gunterstein in leen op 30 augustus 1459, na wiens dood zijn zoon Jasper van Everdingen op 5 november 1483 met Gunterstein werd beleend.
Hij verkocht het huis aan Hendrik de bastaard van Nijenrode blijkens een leenbrief van 27 mei 1500. In 1508 werd het huis ingenomen door de Bourgondiërs en op voorspraak van de Bisschop ontruimd. In 1511 werd het kasteel overrompeld en gesloopt door de Utrechtenaren, 86 man hebben vier dagen gewerkt aan de afbraak van Gunterstein en Nijenrode. De stenen werden afgevoerd naar de stad voor het herstel van de Bemuurde Weerd, die door acties van de heer van IJsselstein was beschadigd. Van het eerste Gunterstein zijn geen afbeeldingen bekend.

### Het tweede Gunterstein

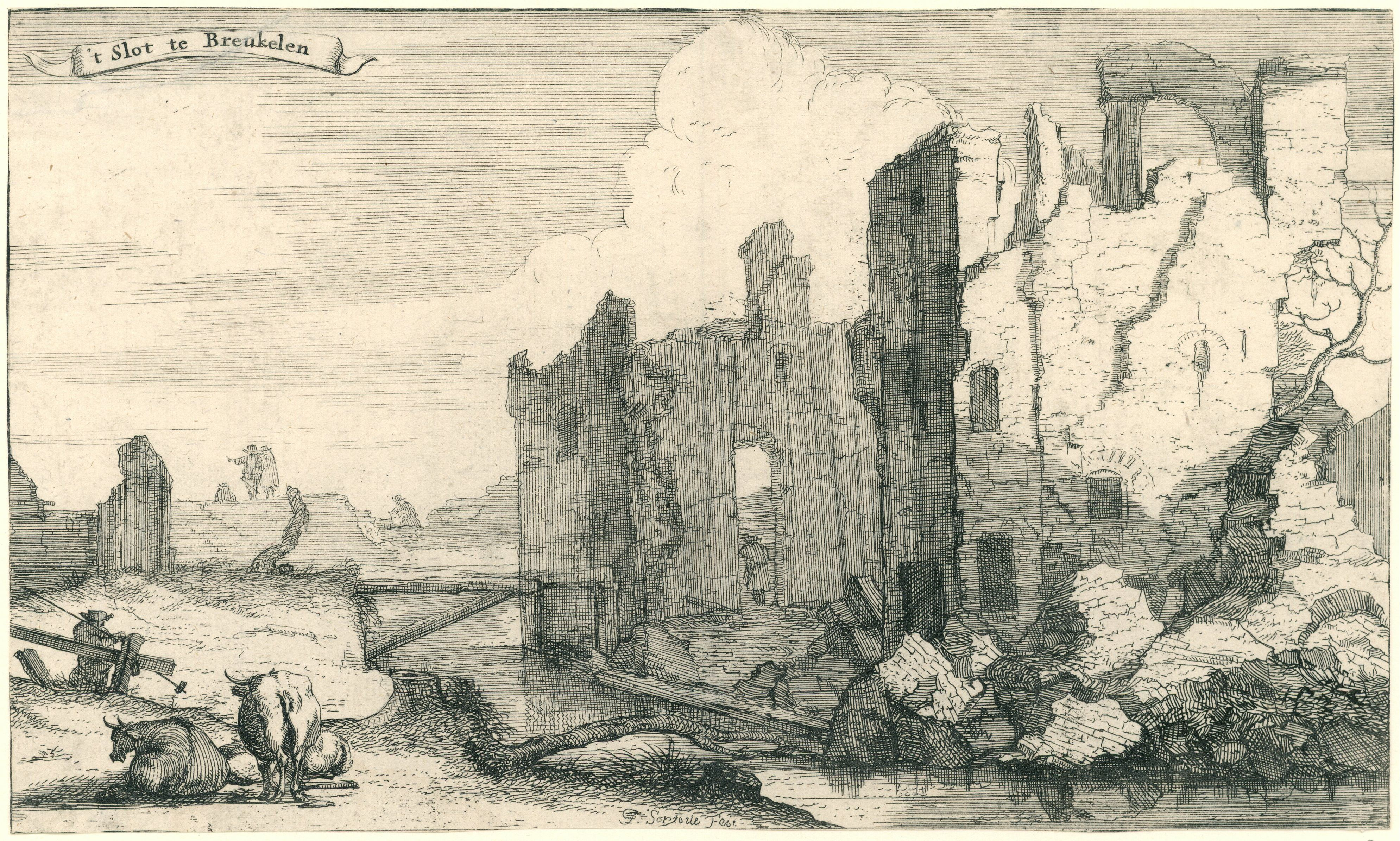
Isaac Sorious: t Slot te Breukelen, ets uit 1672-1676 van de ruïne van het tweede Gunterstein na verwoesting door Franse troepen. De vernielde brug en muur op het omliggende terrein zijn zichtbaar, met twee mannen en drie koeien.

In 1518 werd het tweede Gunterstein gebouwd door Gijsbrecht van Nijenrode, die zijn in dat jaar overleden vader opvolgde.
Op 23 mei 1539 erkenden de Staten van Utrecht Gunterstein als ridderhofstad. Gijsbrecht was gehuwd met Cornelia van Waveren. Na zijn dood in 1553 ging Gunterstein naar zijn zoon Hendrik. Toen deze kinderloos was gestorven, werd zijn broeder Jacob van Nijenrode in 1588 met het huis beleend. Nadat hij eveneens kinderloos was overleden, volgde hun moeder Cornelia van Waveren, op (leenbrief van 27 april 1568). Zij droeg het huis over aan haar kleindochter Christina Monix, dochter van Margaretha van Nijenrode en Jan Monix (leenbrief van 24 september 1571).
In 1573 werd Adriaan Vijgh met 500 soldaten van Schoonhoven naar Breukelen gezonden om de Vecht af te sluiten. Hij wierp schansen op en legde een bezetting van 40 man op Gunterstein. Toen Jan Baptista Taxis, foerage-meester der Spanjaarden te Utrecht, dit vernam, trok hij met Spaans krijgsvolk naar Breukelen, overviel Vijgh en dwong hem de schansen en Gunterstein te ontruimen, waarop Taxis met de zijnen Gunterstein bezette en de schansen sloopte.
Christina Monix was gehuwd met mr Gasper de Bruxelles, heer te Gendereng of Grandreng, eerste Raad (vicepresident) van de Hove van Utrecht. Na haar dood werd haar zoon jhr. Carel de Bruxelles op 31 december 1603 met Gunterstein beleend.
In zijn tijd werd door Jan Rutgersz van den Berch, gezworen landmeter voor den Hove van Utrecht, op 17 september 1604 een kaart van het landgoed gemaakt.
Op 7 juli 1611 verkoopt Carel de Bruxelles Gunterstein aan Johan van Oldenbarnevelt, ridder, heer van Berckel, raadspensionaris, enz. Gunterstein bestaat dan uit de oorspronkelijke zeven morgen, leenroerig aan Holland, plus negentien en een halve morgen, leenroerig aan de Abdij Pauli binnen Utrecht, in totaal zesentwintig en een halve morgen, ongeveer 23 hectare, bestaande uit twee boomgaarden, bouw-, wei- en hooiland. Op 3 december 1611 werd Van Oldenbarnevelt door de Staten van Holland en West-Friesland met Gunterstein beleend. Na Van Oldenbarnevelts veroordeling en terechtstelling werd op 4 juni 1619 zijn bezittingen in Breukelen in beslag genomen.
Op 20 juni 1625 is jhr. Theophlius van Cats als man van Deliana van Brederode met Gunterstein beleend. Zij was een dochter van Geertruid van Oldenbarnevelt en Reinoud van Brederode en kleindochter van de raadspensionaris. Deze belening geschiedde krachtens een acte van handlichting door de Staten van Utrecht op 15 juli 1624 verleend aan Maria van Utrecht, weduwe van Johan van Oldenbarnevelt, met betrekking tot diens geconfisqueerde goederen - voor zover zich deze in den lande van Utrecht gelegen waren- krachtens de afstand harer goederen door Maria van Utrecht aan haar kinderen en kleinkinderen gedaan en een onderlinge verdeling van de betrokken goederen door laatstgenoemden. (Mededeling van het Rijksarchief te 's-Gravenhage).
Na het overlijden van Deliana van Brederode volgde haar zoon jhr. Willem van Cats op, blijkens een leenbrief van 20 juni 1635. Hij overleed kort hierop, waarna zijn zuster Catharina Maria van Cats op 17 september 1636 met Gunterstein werd beleend. Bij haar overlijden volgde haar zuster Anna van Cats op, krachtens een leenbrief van 3 juni 1649. Uit de nu volgende leenbrief van 9 juli 1653 blijkt dat Anna van Cats en haar echtgenoot jhr. Pieter van Wassenaer Gunterstein hebben verkocht aan Agnes van Bijler, weduwe van jhr. Adriaen Ploos van Amstel. Deze Adriaen Ploos had op 4 december 1621 (oude stijl) de Ambachtsheerlijkheid van Tienhoven gekocht van het Kapittel van Sint Pieter te Utrecht. In 1659 droeg Agnes het huis -onder behoud van vruchtgebruik- over aan haar zoon jhr. Engelbert Ploos van Amstel (leenbrief van 9 september 1659). Sinds die datum zijn Gunterstein en Tienhoven in één hand.
Toen in de zomer van het jaar 1673 de schans te Nieuwersluis door de Hollandse troepen bezet was, werden te Breukelen Franse troepen gelegerd, deel uitmakende van een regiment Zwitsers. Bevelhebber La Fosse had zijn hoofdkwartier op Nijenrode; een luitenant zetelde op Gunterstein. Nadat Naarden op 12 september door de Staatste troepen was veroverd, staken de Fransen Gunterstein in brand en lieten de slottoren in de lucht vliegen. Op 16 en 17 september volgde de verwoesting van Nijenrode en trok de vijand weg. Van Gunterstein bleef een ruïne over.

### Het derde Gunterstein
In 1680 werd de ruïne verkocht aan de 48-jarige Magdalena Poulle (Calais 1632 - Amsterdam 10 juni 1699), weduwe van Juan Dormion en van Adriaan Daem. Zij liet het huis weer opbouwen zoals het er nu nog staat en de buitenplaats aanleggen. Magdalena bepaalde in haar testament van 12 februari 1697 middels de vestiging van een fideï-commis dat Gunterstein bewaard moest blijven met alle ap- en dependentiën tot een stamslot aan haar geslacht (hoewel ze zelf kinderloos was). Nadat in de Napoleontische tijd het fideï-commis werd afgeschaft, heeft elke opvolgende erfgenaam deze bepalingen herhaald.
De ontwerper van het nieuwe Gunterstein was waarschijnlijk de Amsterdamse architect Adriaan Dortsman (1635-1682). Het is gebouwd in een late variant van het Hollands classicisme, de Strakke Stijl.
Medio 19e eeuw is het park aangepast naar ontwerp van S.A. van Lunteren.
Op 31 december 1952 is Gunterstein met alle "ap- en dependentiën" ondergebracht in de (familie) Stichting Ridderhofstad Gunterstein. De statuten van de stichting bevatten weer de bepalingen uit het testament van Magdalena Poulle. In 1996 verkreeg de stichting de ANBI status, herbevestigd in 2010.

## Lijst van heren en vrouwen van Gunterstein
Sinds 1621 tevens ambachtsheren en -vrouwen van Tienhoven; sinds 1952 is de Stichting Ridderhofstad Gunterstein opgericht en volgens de statuten zijn de heren en vrouwen van Gunterstein tevens voorzitter van het College van Regenten en Adviseurs.

### Het eerste Gunterstein
- 1 Gijsbrecht Gunter (Grote Ghise) ca 1296 - ca 1340
- 2 Gijsbrecht Gunter (Jr) ca 1340 - 1381
- 3 Petronella Gunter 1381 (leenbrief 1386)- ca 1393

Verkocht ?
- 4 Splinter van Loenersloot ca 1393 - ca 1396
- 5 Elsabee van Loenersloot ca 1396 - 1417

Verkocht
- 6 Hugo de Bloot 1417 - 1437

Isabella de Bloot ∞ Peter van Valckendael
- 7 Ermgard van Valckendael 1437 - 1459 ∞ N. van Everdingen
- 8 Daniël van Everdingen 1459 - 1483
- 9 Jasper van Everdingen 1483 - 1500

Verkocht
- 10 Hendrik de bastaard van Nijenrode 1500 - 1518

Verwoest in 1511

### Het tweede Gunterstein
- 11 Gijsbert van Nijenrode 1518 - 1553 ∞ Cornelia Lap van Waveren
- 12 Hendrik van Nijenrode 1553 - 1558
- 13 Jacob van Nijenrode 1558 - 1568
- 14 Cornelia Lap van Waveren (zie onder 11) 1568 - 1571

Margaretha van Nijenrode ∞ Jan Monix
- 15 Christina Monix 1571 - 1603 ∞ Gaspar de Brouxelles
- 16 Carel de Brouxelles 1603 - 1611

Verkocht
- 17 Johan van Oldenbarnevelt 1611 - 1619

Geertruid van Oldenbarnevelt ∞ Reinoud van Brederode
- 18 Deliana van Brederode 1619 (1625) - 1635 ∞ Theophilus van Cats
- 19 Willem van Cats 1635 - 1636
- 20 Catharina Maria van Cats 1636-1649
- 21 Anna van Cats 1649 - 1653 ∞ Pieter van Wassenaer

Verkocht
- 22 Agnes Bijler 1653 - 1659, weduwe Adriaen Ploos van AmsteL
- 23 Engelbert Ploos van Amstel 1659 - 1680

Verwoest 1673 en verkocht 1680

### Het derde Gunterstein
- 24 Magdalena Poulle 1680 - 1699
- 25 Benjamin Poulle 1699 - 1711

Maria Poulle ∞ Bauduin de Bordes
- 26 Maria de Bordes 1711 (1712) - 1719 ∞ mr Ferdinand van Collen
- 27 Mr. Ferdinand van Collen (de Jonge) 1719 (1732) - 1764
- 28 Mr. Ferdinand van Collen (Ferdinandszn) 1764 - 1789
- 29 Mr. Ferdinand van Collen (Junior) 1789 - 1808
- 30 jhr. Ferdinand van Collen (Ferdinandszn) 1808 - 1835
- 31 Margretha Juliana Helana Ferdinanda van Collen 1835 - 1837
- 32 Johanna Maria Elisabeth van Collen 1837 - 1853
- 33 Daniël Willink (van Collen) 1853 - 1871
- 34 Herman Daniël Willink van Collen 1871 - 1913
- 35 Johanna Maria Elisabeth Willink van Collen 1913 - 1935

Albertina Margaretha Catharina Willink van Collen ∞ jhr. Louis Corneille Quarles van Ufford
- 36 jhr. dr. Louis Henri Quarles van Ufford 1935-1950

### Oprichting Stichting Ridderhofstad Gunterstein (1952)
- 37 jhr. mr. Louis Albert Quarles van Ufford 1950-(1953)-1991
- 38 jhr. mr. Wilhem Herman Daniël Quarles van Ufford 1991-2006
- 39 jkvr. Albertina Everdina Constance Quarles van Ufford 2006 ∞ mr Reinier Wolfert Koole (1953-2015)

## Beschrijving huis Gunterstein
Geheel omgracht, blokvormig pand op vrijwel vierkante grondslag opgetrokken uit baksteen en bestaande uit een onderbouw, twee verdiepingen en een attiek. De hoeken zijn afgewerkt met geblokte  lisenen. De attiekverdieping wordt gevormd door een hoofdgestel met trigliefen en metopen. Het met Oud-Hollandse pannen gedekte afgeplatte schilddak (oorspronkelijk met een rondlopende zakgoot) wordt bekroond door een hoge vierkant gemetselde schoorsteenvormige toren met dubbele hoekpilasters waartussen gemetselde rondboognissen. In elke nis staat een op een sokkel geplaatst vrouwenbeeld, twee van natuursteen en twee van hout, die de vier seizoenen voorstellen. Dit laatste wordt nu in twijfel getrokken door de restaurateur van het noordelijk beeld, dat volgens hem Apollo verbeeldt.
Kasteel Ter Aa (Breukelen) ·
Aastein ·
Slot Abcoude ·
Amaliastein ·
Nieuw-Amelisweerd ·
Oud-Amelisweerd ·
Kasteel Amerongen ·
Kasteel Batestein (Harmelen) ·
Kasteel Batestein (Vianen) · 
De Beest ·
Bergestein ·
Beverweerd ·
Blasenburg ·
Blikkenburg ·
Blommesteyn ·
Bolenstein ·
Bolsweerd ·
Bottestein ·
Kasteel Broekhuizen ·
Bruinenburg ·
Huis Cammingha ·
Clarenborg ·
Coelhorst ·
De Batau ·
Dompselaer ·
Huis Doorn ·
Drakenburg (kasteel) ·
Drakensteyn ·
Kasteel Duurstede ·
Huis Ter Eem ·
Eijkelenburg ·
Emmickhuizen ·
Den Engh ·
Essenstein ·
Everstein (Everdingen) ·
Everstein (Jutphaas) ·
Den Eyck ·
Galesloot ·
Kasteel Geerestein ·
Gildenborgh ·
Kasteel Ten Goye ·
Grauwert ·
Grijpestein ·
Groenestein (Langbroek) ·
Kasteel Groeneveld (Baarn) ·
Groenewoude (Woudenberg) ·
Gunterstein ·
Kasteel de Haar ·
Kasteel Hagestein ·
Hamtoren ·
Kasteel Hardenbroek ·
Huis Harmelen ·
Ridderhofstad Heemstede ·
Kasteel Heemstede ·
Heimenberg ·
Heimerstein ·
Huis Herlaar ·
Ter Heul ·
Heulestein ·
Hindersteyn ·
Kasteel Ter Horst (Achterberg) ·
Isselt ·
Kasteel IJsselstein ·
Jagenstein ·
Kersbergen ·
Killestein ·
Kronenburg (kasteel) ·
Kasteel Levendaal ·
Lichtenberg (Woudenberg) ·
Lievendaal (Amerongen) ·
Landgoed Linschoten ·
Kasteel Linschoten ·
Lockhorst ·
Kasteel Loenersloot ·
Kasteel Lunenburg ·
Huis Maarsbergen ·
Marckenburg ·
Ter Meer ·
Ter Mey (Haarzuilens) ·
Huis te Mijdrecht ·
Huis te Mijnden ·
Kasteel Moersbergen ·
Kasteel Montfoort ·
Natewisch ·
Te Nesse ·
Kasteel Nijenrode ·
Nijenstein ·
Nijeveld ·
Noordwijk (Langbroek) ·
Huis te Oosterwijk ·
Oostwaard (Utrecht) ·
Op de Bol ·
Oud-Broekhuizen ·
Ridderhofstad Oudaan ·
Huis Oudegein ·
Oudenhorst ·
Plettenburg (kasteel) ·
Huis De Polle ·
Prattenburg ·
Kasteel Putkop ·
Randenbroek (park) ·
Remmerstein ·
Kasteel Renswoude ·
Rhijnauwen ·
Kasteel Rhijnestein ·
Huis Riebeek ·
Kasteel Rijnenburg ·
Rijnestein ·
Rijneveld ·
Kasteel Rijnhuizen ·
Rijningen ·
Huis Rijnsweerd ·
Rijpickerwaard · 
Kasteel Rijsenburg ·
De Roetert ·
Rumelaar ·
Kasteel Ruwiel ·
Royestein ·
Kasteel Sandenburg ·
Kasteel Schalkwijk ·
Kasteel Schonauwen ·
Schurenburg ·
Snaafburg ·
Snellenburg ·
Paleis Soestdijk ·
Steenhuis (Lopik) ·
Kasteel Sterkenburg ·
Stormerdijk ·
Landgoed Stoutenburg ·
Ten Massche ·
Valkenburg (Rhenen) ·
Huis te Velde ·
Kasteel Veldenstein ·
Hofstede te Vliet ·
Huis te Vleuten ·
Huis te Vliet (Lopik) ·
Huis te Vliet (Oudewater) ·
Vogelpoel ·
Huis te Voorn ·
Vredelant ·
Vronestein ·
Vuijlcop ·
Kasteel Walenburg ·
Wayenstein (Amerongen) ·
Kasteel Weerdenburg ·
Weerdesteyn ·
Weerestein ·
Hof ter Weyde ·
Wickenburgh ·
Wijnestein ·
Wiltenburg (Utrecht) ·
Kasteel van Woerden ·
Huis Woudenberg ·
Huis te Woudenberg (I) ·
Huis te Woudenberg (II) ·
Wulven ·
Kasteel Oud-Wulven ·
Wulvenhorst ·
Slot Zeist ·
Kasteel Zuilenburg ·
Zuileveld ·
Slot Zuylen ·
Huis Zuylenstein